# Rami Heuberger
Rami Heuberger (hebreo : רמי הויברגר; nacido el 12 de octubre de 1963) es un director, actor y animador israelí.

## Biografía

### Carrera en el teatro
Después de su servicio militar, Heuberger estudió actuación en el estudio de actuación de Nissan Nativ en Tel Aviv. Al finalizar sus estudios, Heuberger participó en varias obras de teatro, entre ellas Macbeth, Alguien voló sobre el nido del cuco, Hamlet, Esperando a Godot, El burgués gentilhombre y Black Box. En 2007 se estrenó la obra de teatro Scenes from the Marriage, dirigida por Heuberger y en la que él también actuó. Durante el mismo año, Heuberger actuó en la obra de teatro Ana Karenina junto a Evgenia Dodina, Alex Ansky y Yuval Segal. En 2008, Heuberger estrenó la segunda obra de teatro dirigida: Eling, en la que participaron Dov Navon, Uri Hochman y Karin Ophir.

### Carrera televisiva y cinematográfica
En 1991, Heuberger actuó en la película Sarah Aronson, dirigida por Orna Ben Dor.
El importante avance de Heuberger en el campo de la comedia-sátira se produjo cuando comenzó a aparecer en el programa de televisión israelí de comedia satírica Hahamishia Hakamerit junto a Shai Avivi, Dov Navon, Keren Mor y Menashe Noy. El programa fue transmitido entre 1993 y 1997.
En 1993, Heuberger interpretó el papel de Joseph Bau en la película de Steven Spielberg La lista de Schindler. Ese mismo año, también interpretó el papel de Gabriel en la película Snow in August junto a Shai Avivi y Avigail Arieli.
En 1995, Heuberger interpretó el papel de Noam en la película Actors de Roni Ninio, que cuenta la historia de un año en la vida de graduados de una escuela de actuación que buscan su avance en los escenarios teatrales. En 1996, Heuberger interpretó a Claudio Orna en la película Klavim Lo Novhim Beyarok de Yochanan Raviv.
En 1999, Heuberger desempeñó el papel del teniente coronel. Alon 'Krembo' Sagiv en la película de culto israelí Mivtza Savta.
En 2000, Heuberger participó en la serie dramática israelí The Bourgeoisie, que se transmitió por Channel 2.
En 2003, Heuberger actuó en la película Gift from Above de Dover Kosashvili junto a Moni Moshonov.
En 2006, Heuberger actuó en la película Winning con Miki.
En 2006, Heuberger interpretó a Moishe Waldman en la película Letters to America de Hanan Peled. Ese mismo año Heuberger participó como miembro habitual del programa de televisión de entretenimiento israelí Mo'adon Layla.
En 2007, Heuberger se interpretó a sí mismo en la serie de televisión Bsorot Tovot. Ese mismo año, Heuberger también interpretó al Sr. Leibowitz en la película The Little Traitor y interpretó el personaje de Abner en la serie de televisión israelí Walking the Dog dirigida por Nir Bergman.
En 2008, Heuberger interpretó a Michael Neumann en la serie dramática In Treatment junto a Assi Dayan y Ayelet Zurer, y comenzó a participar en el programa de comedia israelí Ba'a Betov junto a Einav Galili.
En 2010, Heuberger comenzó a interpretar al investigador Ido Wiener en la serie dramática israelí The Arbitrator. Ese mismo año, Heuberger también interpretó al director de una ieshivá, el rabino Yair, en la serie dramática israelí Other Life, dirigida por Eric Rothstein. Además, durante 2010 Heuberger también actuó en la película "Naomi" de Eitan Tzur junto a Melanie Peres y Yossi Pollak.
En 2011, Heuberger comenzó a interpretar a un Primer ministro de Israel ficticio llamado Agmon en la serie dramática israelí <i>Prime Minister's Children</i> transmitida por Hot 3.

## Filmografía
- The Beast (1988) - Copiloto de helicóptero
- La lista de Schindler (1993) - Josef Bau
- Sheleg B'Ogust (1993)
- Sahkanim (1995) - Noam
- Klavim Lo Novhim Beyarok (1996) - Claude - The Cop
- Matana MiShamayim (2003) - Bakho
- Winning with Miki (2004)
- Michtavim Le America (2006) - Moishe
- The Little Traitor (2007) - Padre de Proffy
- Miral (2010) - Belly Dance Club Customer
- Hitpartzut X (2010) - Oded Safra
- Ende der Schonzeit (2012) - Avi
- Dawn (2014) - Gideon
- Ma Kvar Yachol Likrot (2015) - Shalom Franko
- Fire Birds (2015) - Tatoo Man
- Vierges (2018) - Shmuel Siso
- Golda (2023) - Moshé Dayán